# Begonia sect. Cyathocnemis
Begonia sect. Cyathocnemis es una sección del género Begonia, perteneciente a la familia de las begoniáceas, a la cual pertenecen las siguientes especies: 

## Especies
- Begonia albomaculata
- Begonia altoperuviana
- Begonia bracteosa
- Begonia brevicordata
- Begonia cryptocarpa
- Begonia cyathophora
- Begonia denticulata
- Begonia glauca
- Begonia laxa
- Begonia lophoptera
- Begonia lucifuga
- Begonia machrisiana
- Begonia magdalenae
- Begonia nubicola
- Begonia pseudoglauca
- Begonia roezlii
- Begonia subciliata
- Begonia subspinulosa
- Begonia suprafastigiata
- Begonia tribracteata
- Begonia viridiflora
- Begonia wageneriana